# Viện Hàn lâm Khoa học Hungary
Viện Hàn lâm Khoa học Hungary viết tắt theo tiếng Hungary là MTA (Magyar Tudományos Akadémia) là một viện nghiên cứu khoa học quan trong hàng đầu và có uy tín của Hungary. Viện có trụ sở trên bờ sông Donau tại Budapest.

## Lịch sử
Lịch sử của Viện hàn lâm Khoa học Hungary bắt đầu từ năm 1825, khi bá tước István Széchenyi tặng khoản thu nhập ruộng đất của ông trong một năm để lập ra một "Hội học giả" trong một kỳ họp nghị viện ở Pressburg (Pozsony, nay là Bratislava, nơi có trụ sở của Nghị viện Hungary thời đó), và sau đó một số đại biểu cũng noi gương ông hiến tặng tài sản cho Hội. Nhiệm vụ đặc biệt của Hội là phát triển ngôn ngữ Hungary, nghiên cứu và truyền bá khoa học, nghệ thuật ở Hungary. Năm 1845, hội đổi tên thành "Viện hàn lâm Khoa học Hungary" như hiện nay. Tòa nhà trụ sở trung ương của Viện được xây dựng theo phong cách kiến trúc tân Phục Hưng và được khánh thành năm 1865.

## Các ban ngành của Viện hàn lâm Khoa học Hungary

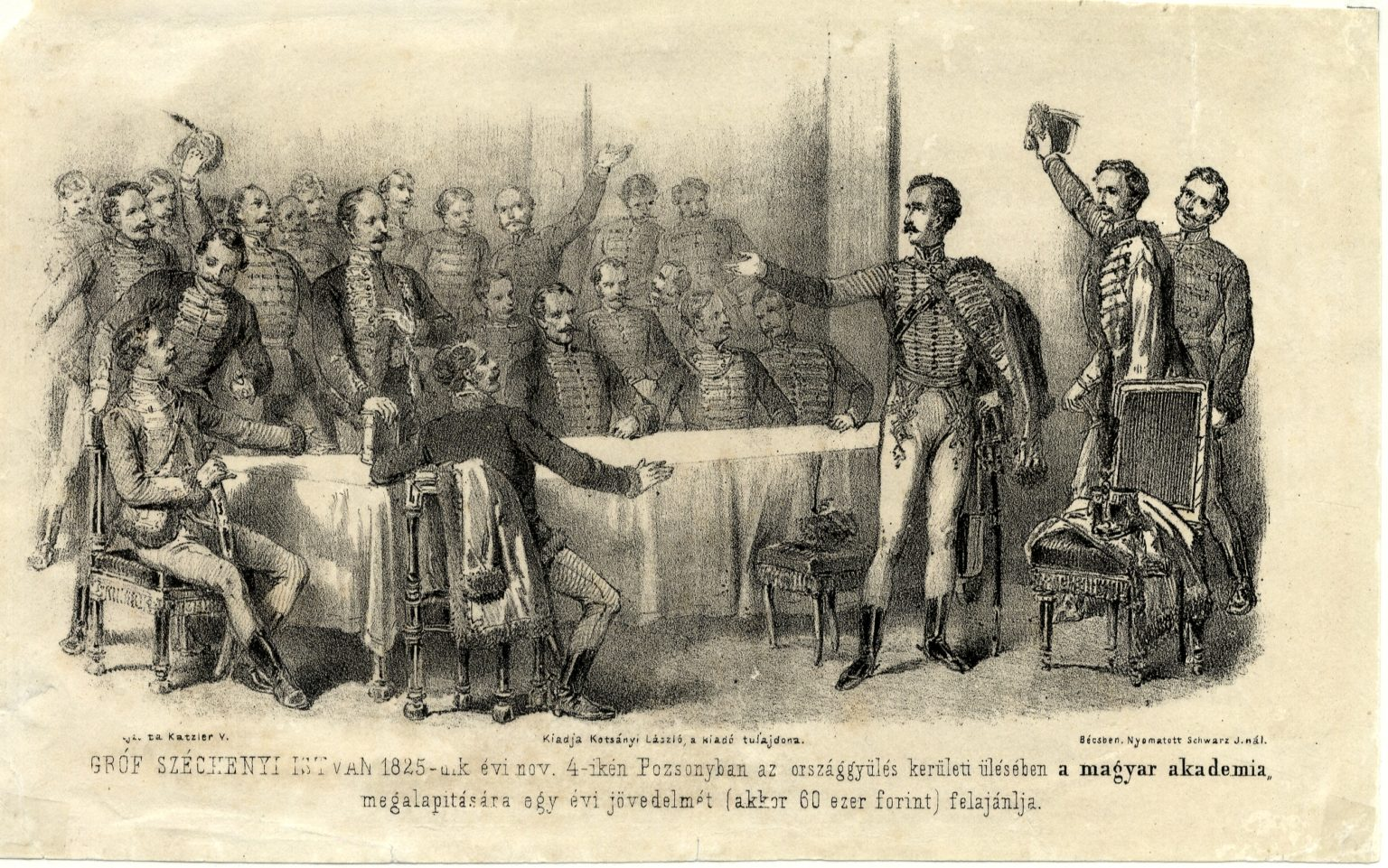
Count István Széchenyi offers one year's income of his estate for the purposes of a Learned Society.

Ngày nay, Viện có 11 ban ngành chính sau đây:
- Ngôn ngữ học và Nghiên cứu Văn học
- Triết học và Nghiên cứu Lịch sử
- Toán học
- Khoa học Nông nghiệp
- Y học
- Khoa học kỹ thuật
- Hóa học
- Sinh học
- Kinh tế học và Luật pháp
- Khoa học Trái đất
- Vật lý học

## Các chủ tịch của Viện
| József Teleki      | 17.11.1830 - 15.2.1855        |
| Emil Dessewffy     | 17.4.1855 – 10.1.1866         |
| József Eötvös      | 18.3.1866 – 2.2.1871          |
| Menyhért Lónyay    | 17.5.1871 – 3.11.1884         |
| Ágoston Trefort    | 28.5.1885 – 22.8.1888         |
| Loránd Eötvös      | 3.5.1889 – 5.10.1905          |
| Albert Berzeviczy  | 27.11.1905 – 22.3.1936        |
| Joseph Habsburg    | 22.3.1936 – tháng 10 năm 1944 |
| Gyula Kornis       | 7.3.1945 – 29.10.1945         |
| Gyula Moór         | 29.10.1945 – 24.7.1946        |
| Zoltán Kodály      | 24.7.1946 – 29.11.1949        |
| István Rusznyák    | 29.11.1949 – 5.2.1970         |
| Tibor Erdey-Grúz   | 5.2.1970 – 16.8.1976          |
| János Szentágothai | 26.10.1976 – 6.5.1977         |
| János Szentágothai | 6.5.1977 – 10.5.1985          |
| Iván Berend        | 10.5.1985 – 24.5.1990         |
| Domokos Kosáry     | 24.5.1990 – 9.5.1996          |
| Ferenc Glatz       | 9.5.1996 – 4.5.2002           |
| Szilveszter Vizi   | 5.5.2002 – 6.5.2008           |
| József Pálinkás    | 6.5.2008 - tới nay            |

## Các viện nghiên cứu
- ATOMKI, Viện nghiên cứu hạt nhân
- Viện nghiên cứu Hạt và Vật lý hạt nhân
- Viện nghiên cứu Năng lượng nguyên tử KFKI
- Viện Vật lý chất rắn và Quang học
- Viện Vật lý kỹ thuật và Khoa học Vật liệu
- Viện nghiên cứu Máy tính và Tự động hóa (SZTAKI)
- Viện Toán học Alfréd Rényi
- Trung tâm nghiên cứu Sinh học
  - Viện Hoá sinh học
  - Viện Lý sinh học
- Viện Di truyền học
  - Viện Sinh học thực vật
- Trung tâm nghiên cứu Hóa học
  - Viện Hoá sinh phân tử
  - Viện Vật liệu và Hóa học Môi trường
  - Viện Hóa học Nano và xúc tác
  - Viện Hóa học cấu trúc
- Viện nghiên cứu Địa hóa học
- Viện nghiên cứu Nông nghiệp
- Viện nghiên cứu Hóa học Nông nghiệp và nghiên cứu Đất
- Viện nghiên cứu ao, hồ
- Viện Enzym học
- Trung tâm nghiên cứu khu vực, vùng
- Trung tâm nghiên cứu xã hội
- Viện nghiên cứu Địa vật lý và Trắc địa
- Viện nghiên cứu Địa lý
- Viện Khảo cổ học
- Viện Sinh thái học và Thực vật học
- Viện Kinh tế học
- Viện Dân tộc học
- Viện Y học thực nghiệm
- Viện Lịch sử
- Viện nghiên cứu chất đồng vị
- Viện nghiên cứu Luật pháp
- Viện nghiên cứu Ngôn ngữ học
- Viện nghiên cứu Văn học
- Viện nghiên cứu Triết học
- Viện Tâm lý học
- Viện Âm nhạc học
- Viện Khoa học chính trị
- Viện Tâm lý học
- Viện Xã hội học
- Viện Kinh tế học thế giới
- Viện Thiên văn học
- Viện bảo vệ thực vật
- Viện nghiên cứu lịch sử Nghệ thuật
- Viện nghiên cứu sắc tộc và sắc tộc thiểu số quốc gia
- Viện nghiên cứu Thú y